# Górki (Sadków)
Górki (Sadków-Górki) – część wsi Sadków w Polsce, położona w województwie mazowieckim, w powiecie radomskim, w gminie Jedlnia-Letnisko.
W latach 1945–1975 Górki administracyjnie należały do województwa kieleckiego, następnie W latach 1975–1998 do województwa radomskiego.
Wierni Kościoła rzymskokatolickiego należą do parafii św. Jana Pawła II i śś. Cyryla i Metodego w Radomiu.